# Julstrumpa

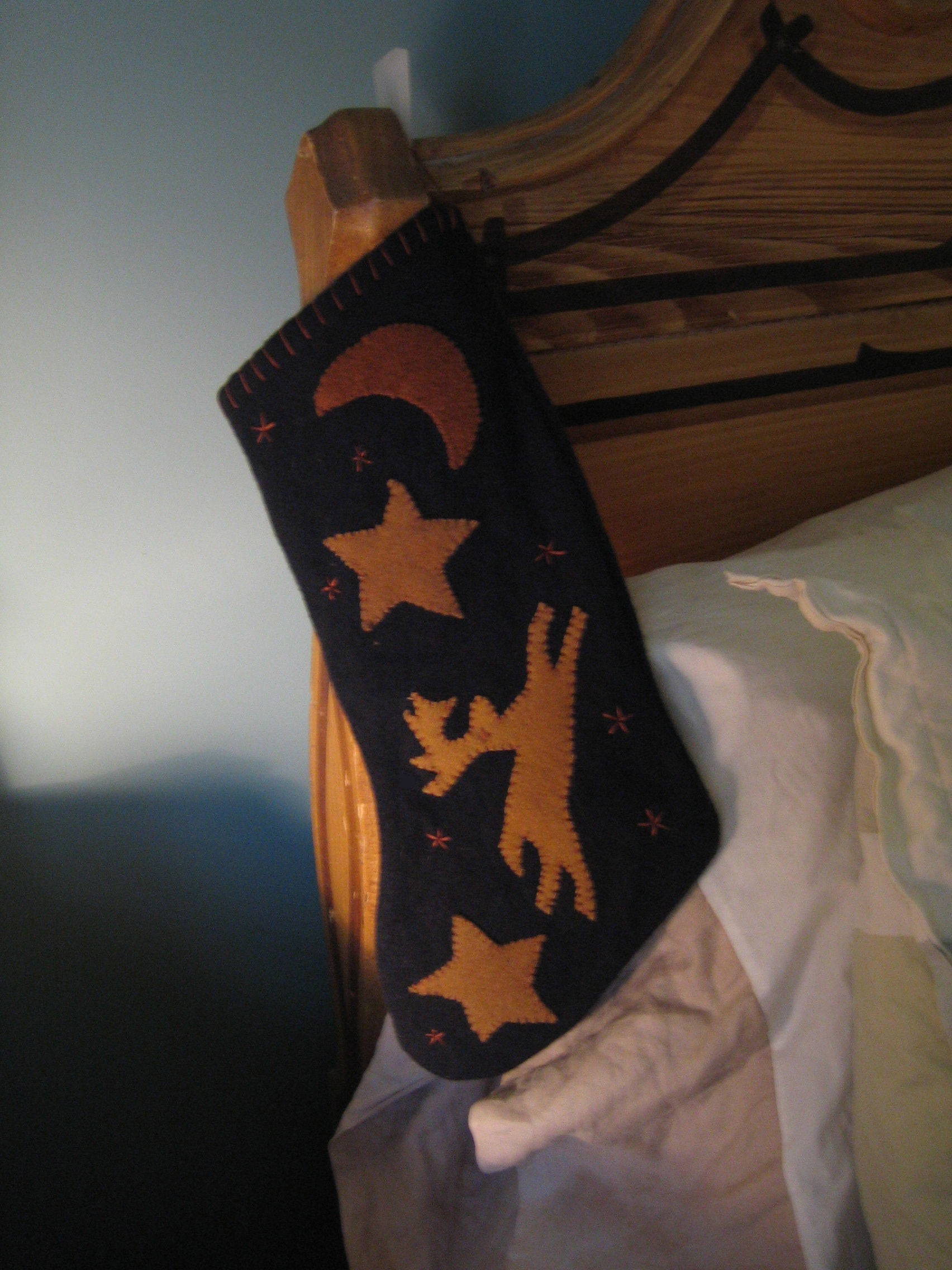
En julsocka vid sängen. Vermont i USA, december 2005.

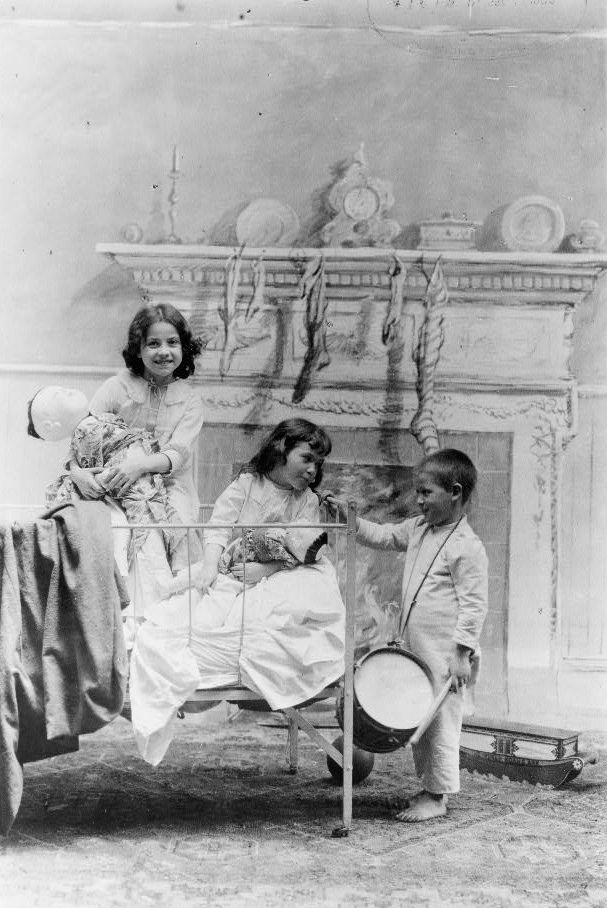
Julstrumpor ovanför öppna spisen i USA år 1896.

Julstrumpa eller julsocka är en större socka eller sockliknande påse, ibland med julmotiv, som under julen används i samband med, främst barns, julklappar. Den ingår i en västerländsk jultradition som ofta förekommer som komplement till julklappar under julgranen.
Det är en anglosaxisk gåvotradition som spreds i Sverige under 1900-talet.
Julstrumpor kan köpas i välsorterade affärer, men det händer även att familjer tillverkar sina egna julstrumpor. Eventuellt kan julstrumporna märkas med mottagarnas namn.

## Tradition i engelsktalande länder
På julaftonskvällen hänger barnen upp var sin julstrumpa ovanför den öppna spisen. När jultomten traditionsenligt anländer genom skorstenen tidigt på juldagsmorgonen lämnar han små julklappar eller julgåvor i julstrumporna, som barnen får ta del av när de vaknar på morgonen. Dessa julgåvor kan bestå av små leksaker, godis, frukt eller pengar.
Precis som med andra julklappar så förutsätter det att barnen har varit snälla under året. Om de inte varit snälla kan de enligt legenden istället få en kolbit i julstrumpan. Legenden berättas i olika versioner.

## Alternativa traditioner
När huset saknar öppen spis brukar julstrumporna hängas vid barnens/mottagarnas sängar.
Traditionen med julstrumpor förekommer även i andra länder och ibland med vissa variationer. I Tyskland och Norden där julklappsöppningen sker på julafton hängs julstrumpor rimligen upp kvällen före julafton och öppnas på julaftonsmorgonen. I adventskalendrar kan luckorna ersättas med julstrumpor.